# Nilópolis
Nilópolis est une ville brésilienne de l'État de Rio de Janeiro. Sa population était estimée à 150 475 habitants en 2006. La municipalité s'étend sur 19 km2.

## Maires
| Période | Période | Identité            | Étiquette | Qualité |
| ------- | ------- | ------------------- | --------- | ------- |
| 2001    | 2008    | Farid Abrahão David | PDT       |         |
| 2009    | 2012    | Sérgio Sessim       | PP        |         |

## Personnalités liées à la commune
Justine Berger (1989 - ) comédienne de doublage